# Зоряношипа акула
Зоряношипа акула (Echinorhinus) — рід акул монотипової родини Зоряношипі акули (Echinorhinidae) ряду Катраноподібні (Squaliformes).

## Поширення
Рід широко поширений у субтропічних і помірно теплих водах, але відсутній, очевидно, у тропічній зоні. У східній частині Атлантичного океану цей рід зустрічається, наприклад, біля берегів Північної Африки і Європи (від Мавританії до Ірландії) і в районі мису Доброї Надії; в західній частині Тихого океану акула відома з вод Південної Австралії та Нової Зеландії на півдні і з прибережних вод Японії і Гавайських островів на півночі.

## Опис
Акули роду Echinorhinus споріднені з катрановими та змієподібними акулами, але деякі характерні особливості — відсутність колючих шипів перед спинними плавцями, наявність великих плакоїдних лусок, що мають форму досить великих круглих щитків або бляшок і несуть один-два гострих конічних зубчики, а також особлива будова зубів — стали підставою для виділення цього роду в окрему родину.
Акула-алігатор досягає близько З м завдовжки, а вага найбільших особин може становити 150—220 кг.

## Спосіб життя
Зоряношипі акули ведуть придонний спосіб життя й зустрічаються зазвичай на значній глибині (400—900 м), хоча в деяких районах (наприклад, у Північному морі) можуть траплятися й на мілководдях. Ці акули живляться переважно рибою (в тому числі й іншими акулами), а також крабами.

## Види
Рід містить два види:
- Акула-алігатор (Echinorhinus brucus) Bonnaterre, 1788
- Акула-алігатор тихоокеанська (Echinorhinus cookei) Pietschmann, 1928